# Industriedok

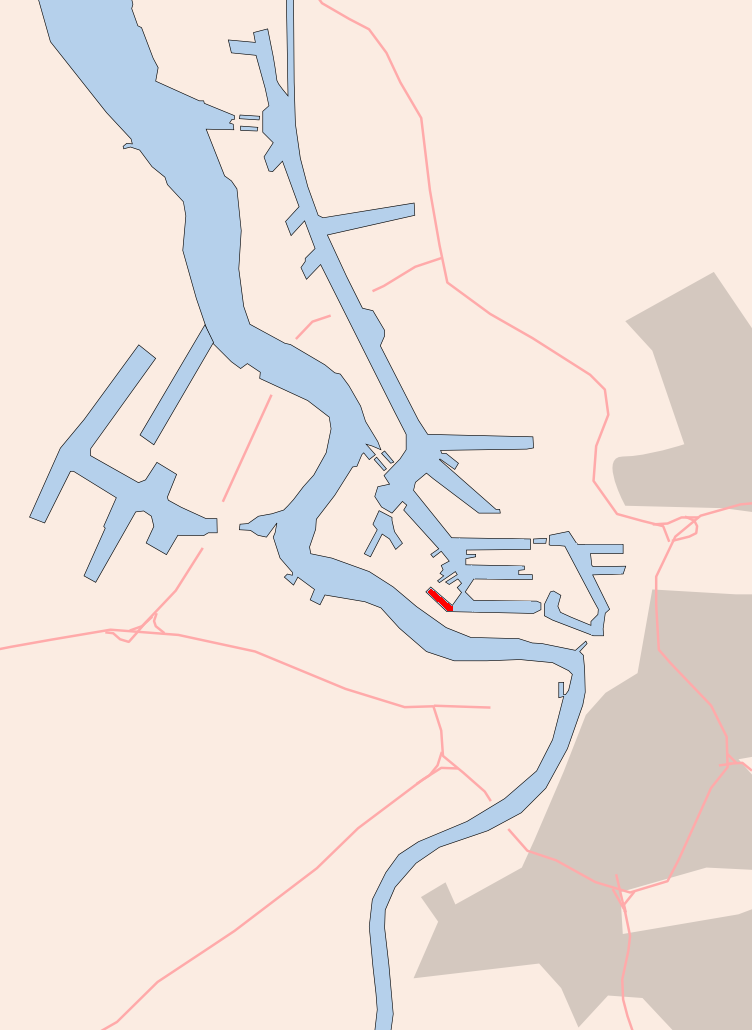
Locatie

Het Industriedok is een dok in de haven van Antwerpen. Het Industriedok ligt in noordelijk Antwerpen en in noordwest-zuidoostelijke as.
Het is een insteekdok van het Vijfde Havendok en werd samen met dit laatste in 1960 uitgegraven en aangelegd. Het industriedok ligt in het uiterste westen van de Vijfde Havendok en ligt direct ten noorden van de Schelde die op die plaats van zijn loop een bocht naar het westen maakt. Het dok is ongeveer 730 meter lang en 145 meter breed, met een diepte van 7,75 meter. Het beslaat een oppervlakte van 10,5 ha.
De zuidwestelijke kade, met kadenummers 375 tot 383, en de kop met nummer 385 van het dok grenzen aan de bedrijfsterreinen van ExxonMobil, de noordoostelijke kade met lignummers 387 tot 395 bedient Vopak Terminal Eurotank. Het dok wordt gebruikt voor laden, lossen en overslag van stookolie, benzine, kerosine en allerlei gassen. De nodige installaties voor reiniging met detergenten van installaties, schepen, kade en personen zijn aanwezig.
Op de Antwerpse rechteroever van de Schelde:
Albertdok · Amerikadok · Asiadok · Bevrijdingsdok · Bonapartedok · Churchilldok · Derde Havendok · Eerste Havendok · Graandok · Hansadok · Houtdok · Industriedok · Kanaaldok · 
Kattendijkdok · Kempisch dok · Kooldok · Leopolddok · Lobroekdok · Margueriedok · Marshalldok · Noordschippersdok · Petroleumdok · Sasdok · Schippersdok · Schuildok voor Lichters · Siberiadok · Steendok · Straatsburgdok · Suezdok · Tweede Havendok · Verbindingsdok · Vierde Havendok · Vijfde Havendok · Willemdok · Zesde Havendok · Zuiderdokken
Op de Oost-Vlaamse linkeroever van de Schelde:
Deurganckdok · Doeldok · Noordelijk Insteekdok · Saeftinghedok · Verrebroekdok · Vrasenedok · Waaslandkanaal · Zuidelijk Insteekdok